# Godendorf
Godendorf ist eine Gemeinde im Süden des Landkreises Mecklenburgische Seenplatte im Süden Mecklenburg-Vorpommerns (Deutschland). Sie wird vom Amt Neustrelitz-Land mit Sitz in der nicht amtsangehörigen Stadt Neustrelitz verwaltet.

## Geografie

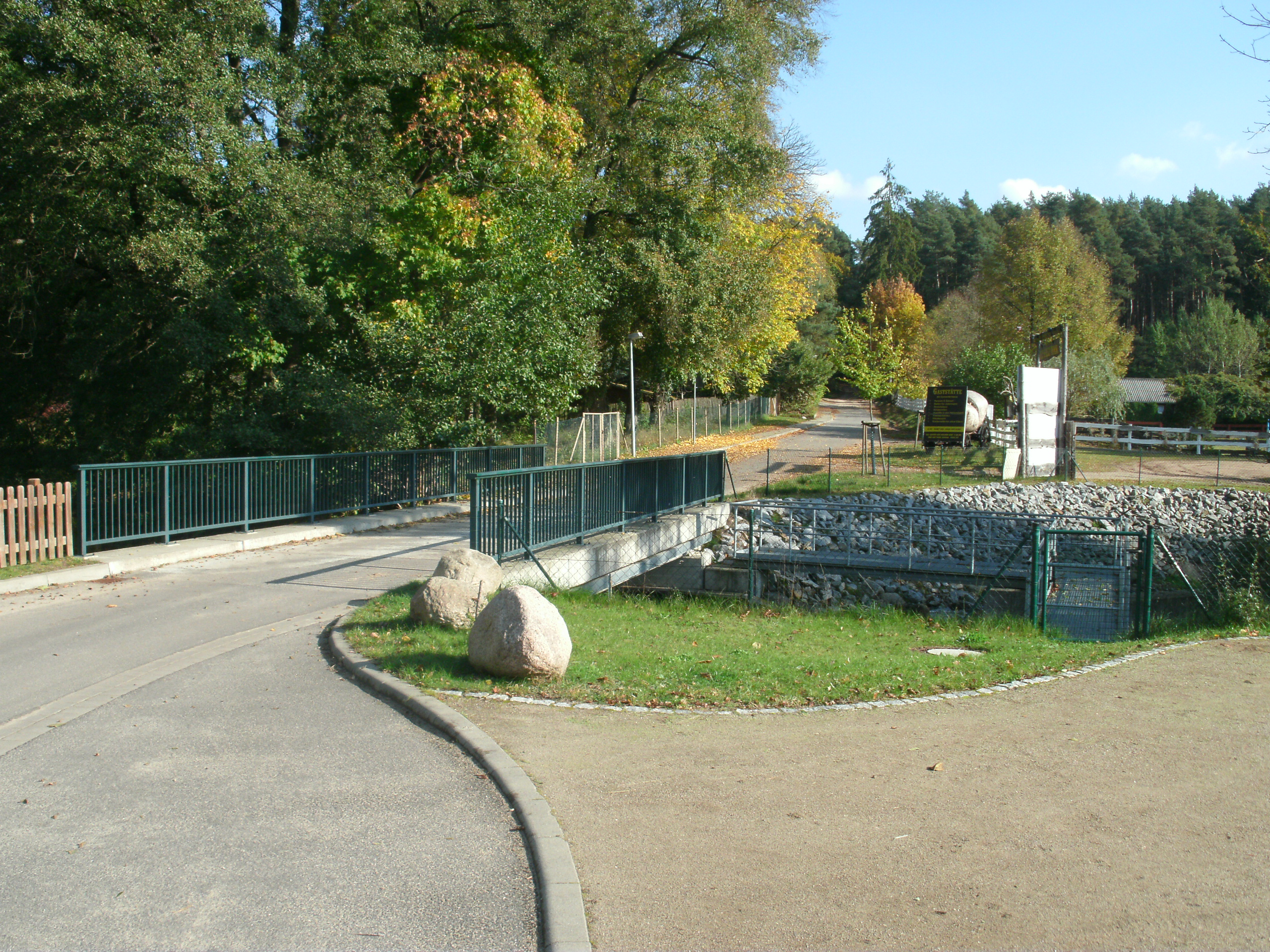
Brücke über den Mühlenbach im Ortsteil Schneidemühle

Die kleine Gemeinde Godendorf liegt am Godendorfer See in sehr wald- und wasserreicher Umgebung (129 Hektar Gewässer und 860 Hektar Wald) im Südostteil der Mecklenburgischen Seenplatte und im Naturpark Feldberger Seenlandschaft. Godendorf ist etwa 14 Kilometer von Neustrelitz entfernt und grenzt im Süden an das Land Brandenburg.
Zu Godendorf gehören neben dem Ort Godendorf die Ortsteile Düsterförde, Papiermühle, Teerofen und Schneidemühle.
Vor allem in den Ortsteilen Teerofen und Schneidemühle befinden sich zahlreiche Wochenendhäuser. Südlich von Godendorf setzt sich das Seengebiet im Naturpark Uckermärkische Seen fort.
Umgeben wird Godendorf von den Nachbargemeinden Neustrelitz im Norden, Wokuhl-Dabelow im Osten, Fürstenberg/Havel im Süden, Priepert im Südwesten sowie Wesenberg im Westen.
Der Godendorfer Mühlenbach trieb einst fünf Wassermühlen im Gemeindegebiet an.

## Politik
Die Verwaltung der Gemeinde wird vom Amt Neustrelitz-Land besorgt, politisches Entscheidungsorgan ist der Gemeinderat. Einzige organisierte Partei neben der örtlichen Wählergemeinschaft ist die Alternative für Deutschland, bei der Kommunalwahl am 25. Mai 2014 erreichte sie hier mit 33,7 % ihr landesweit bestes Wahlergebnis. Die Zusammensetzung des Gemeinderates ist seitdem folgendermaßen:
- Wählergemeinschaft: fünf Sitze
- Alternative für Deutschland: zwei Sitze

Unterschiedliche Immobilien auf dem Gemeindegebiet bildeten in den 2000er Jahren überregionale Treffpunkte des neonazistischen Spektrums.
Die örtliche Unterkunft für Asylbewerber wurde kurz vor dem 4. Advent 2015 zum Ziel eines versuchten Brandanschlags.

## Dienstsiegel
Die Gemeinde verfügt über kein amtlich genehmigtes Hoheitszeichen, weder Wappen noch Flagge. Als Dienstsiegel wird das kleine Landessiegel mit dem Wappenbild des Landesteils Mecklenburg geführt. Es zeigt einen hersehenden Stierkopf mit abgerissenem Halsfell und Krone und der Umschrift „GEMEINDE GODENDORF * LANDKREIS MECKLENBURGISCHE SEENPLATTE“.

## Infrastruktur
Die nächsten erreichbaren Schulen befinden sich in Neustrelitz. Einst existierte im Ortsteil Teerofen eine kleine Dorfschule, die heute als Kulturraum und Gemeindebüro genutzt wird.
Der Ortsteil Düsterförde liegt direkt an der Bundesstraße 96 von Berlin nach Neubrandenburg, die anderen Ortsteile sind durch eine bei Düsterförde abzweigende Landesstraße zu erreichen. Zudem liegt Düsterförde nahe der Bahnstrecke Berlin–Stralsund, an der – etwas abseits des Ortsteils Düsterförde – ab 1878 ein Bahnhof existierte. Dieser wurde von der Vertaktung 1993 bis zur Aufgabe des Halts 1996 im Zweistundentakt bedient.
Die Anbindung an Neustrelitz bzw. Strelitz-Alt wird unter der Woche mit den Linienbussen der MVVG sichergestellt (Buslinie 640). In den Schulferien ist das Angebot auf einzelne Wochentage beschränkt.

## Siehe auch

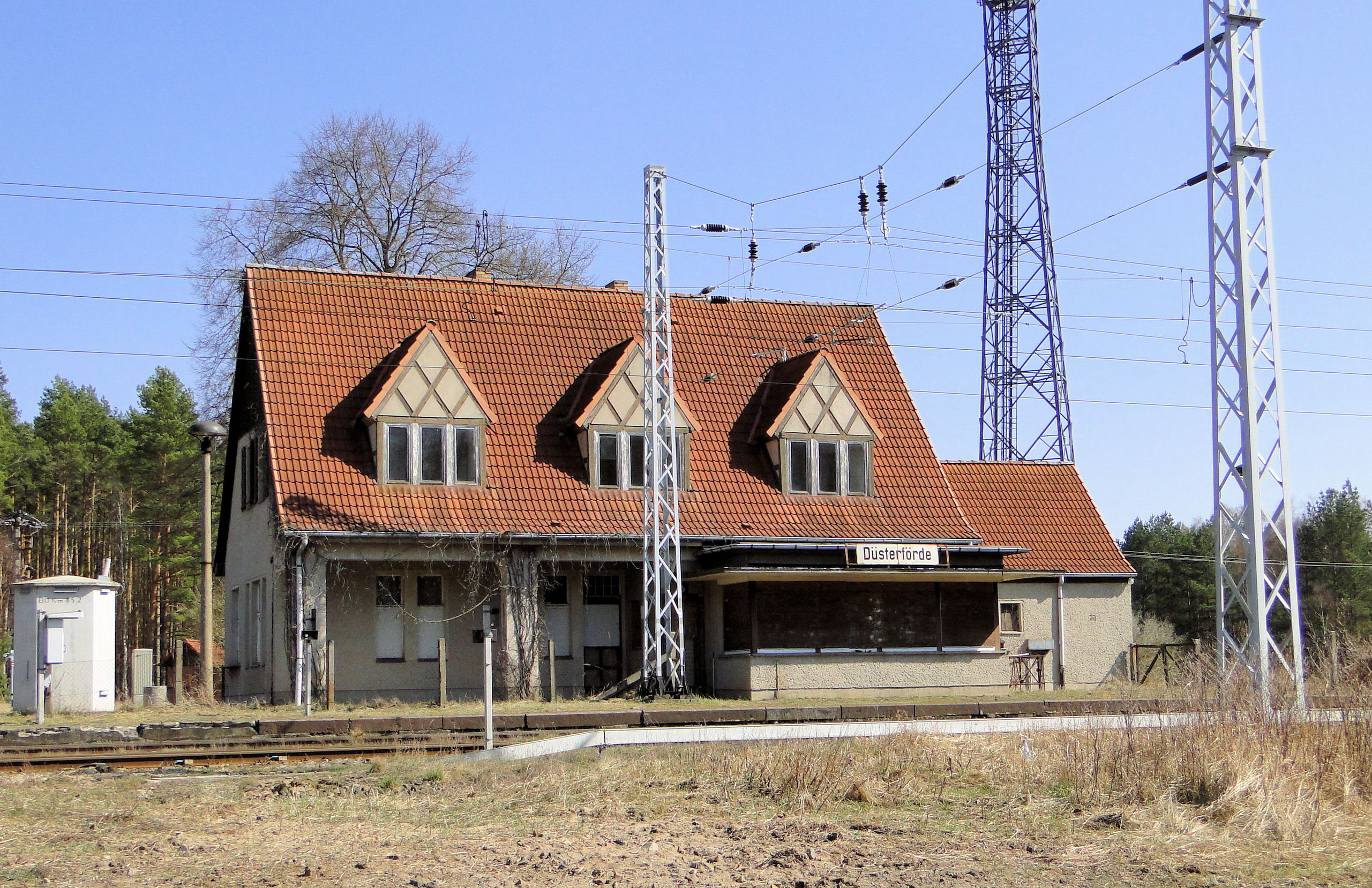
Ehemaliges Bahnhofsgebäude in Düsterförde
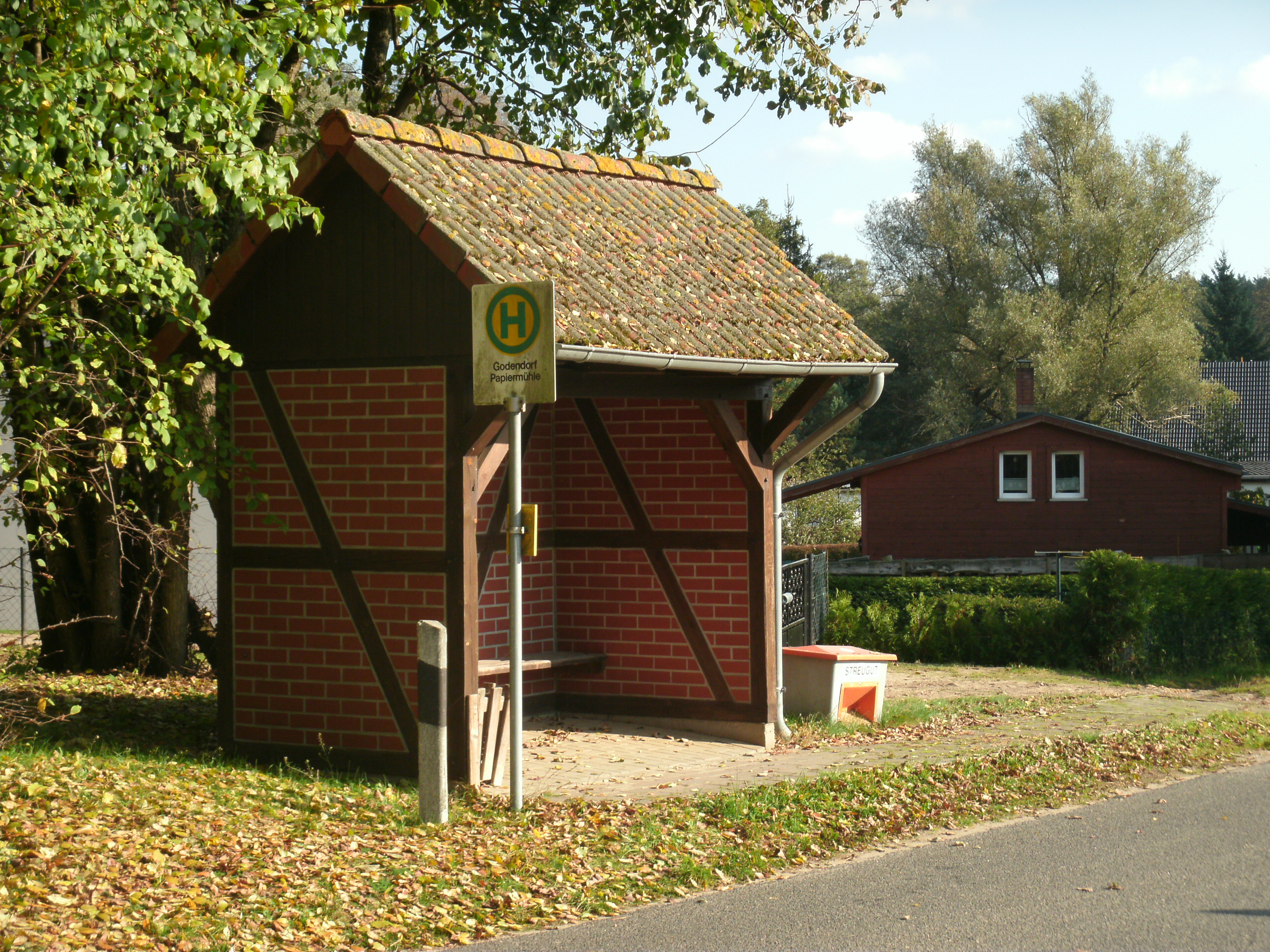
Bushaltestelle im Ortsteil Papiermühle
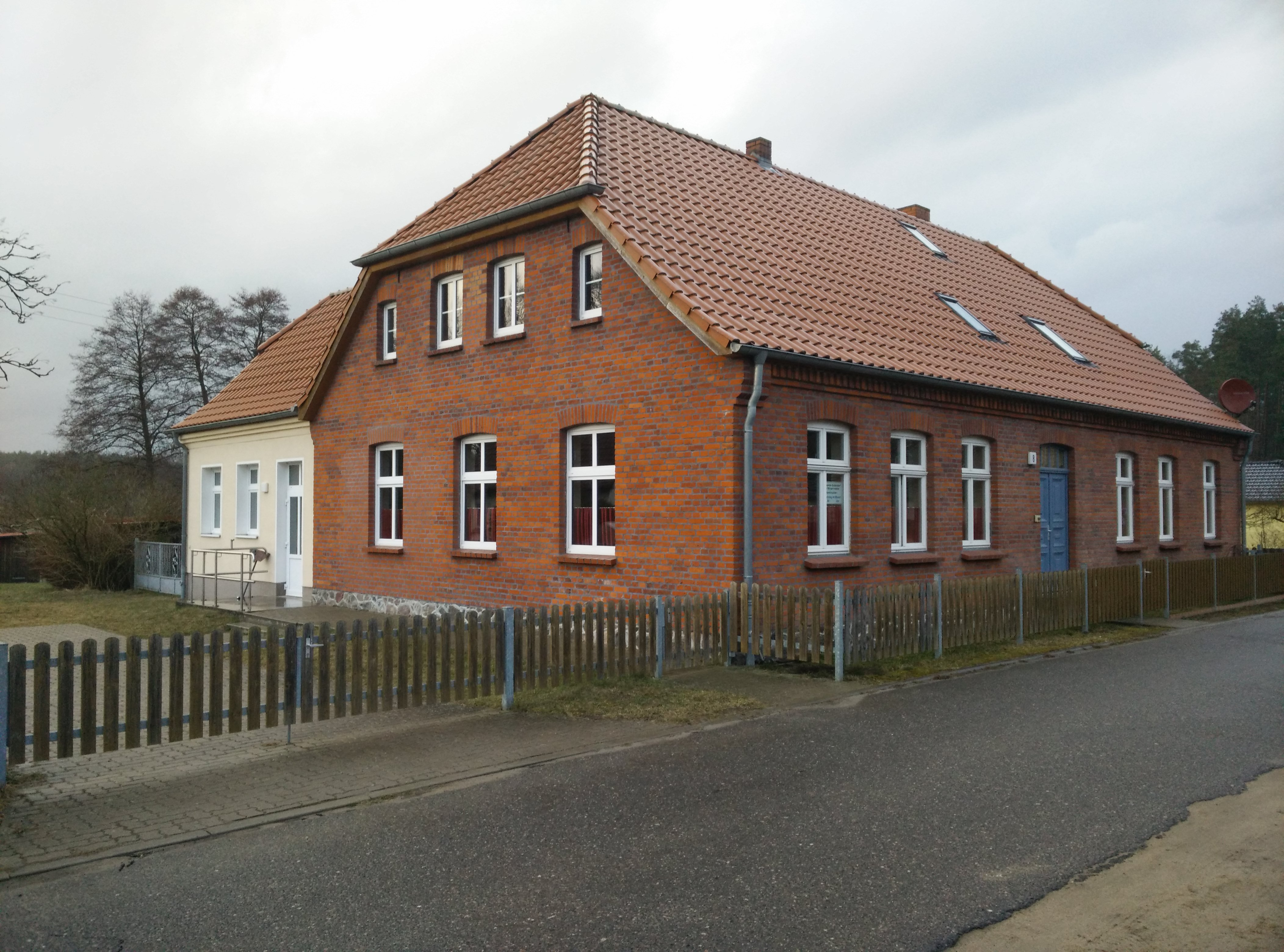
Kulturraum und Gemeindehaus; ehemalige Schule im Ortsteil Teerofen